# ديفيد بيريرا
ديفيد بيريرا (بالإنجليزية: David Pereira)‏ هو عازف تشيلو أسترالي، ولد في 21 سبتمبر 1953.

## وصلات خارجية
- ديفيد بيريرا على موقع ميوزك برينز (الإنجليزية)